# Paul Gallay
Paul Gallay, né le 11 novembre 1906 à La Pacaudière dans la Loire et mort le 5 février 2001 à Lyon, est un écrivain français.

## Biographie
Il a été doyen de la faculté des Lettres de l'Université catholique de Lyon. C'est un spécialiste de saint Grégoire de Nazianze, il en a traduit, annoté et publié 245 lettres.

## Œuvres
- Langue et style de saint Grégoire de Nazianze dans sa correspondance, Monnier, Paris, 1933[3].
- La Vie de saint Grégoire de Nazianze, 1943. Prix d'Académie 1944[4].
- Les manuscrits des lettres de saint Grégoire de Nazianze. Les Belles Lettres, Paris, 1957[5].
- Saint Grégoire de Nazianze. Lettres. Les Belles Lettres, Paris, 1964[6].